# الربع (البرلس)
قرية الربع هي إحدى القرى التابعة لمركز البرلس في محافظة كفر الشيخ في جمهورية مصر العربية. حسب إحصاءات سنة 2006، بلغ إجمالي السكان في الربع 13374 نسمة، منهم 6871 رجل و6503 امرأة.